# Dieter Kühn
Dieter Kühn (Leipzig, 4 juli 1956) is een voormalig voetballer uit Oost-Duitsland, die speelde als aanvaller.

## Clubcarrière
Kühn kwam vrijwel zijn gehele loopbaan uit voor Lokomotive Leipzig. Met die club won hij viermaal de Oost-Duitse beker. Kühn ging na zijn actieve loopbaan aan de slag als voetbaltrainer. Hij speelde als invaller mee in de finale van de strijd om Europacup II (1987), waarin Lokomotive Leipzig met 1-0 verloor van AFC Ajax door een treffer van Marco van Basten.

## Interlandcarrière
Kühn, bijgenaamd Zwecke, kwam in totaal dertien keer (vijf doelpunten) uit voor de nationale ploeg van Oost-Duitsland in de periode 1978–1983. Onder leiding van bondscoach Georg Buschner maakte hij zijn debuut op 6 september 1978 in de vriendschappelijke wedstrijd tegen Tsjecho-Slowakije (2–1) in Leipzig, net als Lothar Hause (FC  Vorwärts Frankfurt). Met de nationale ploeg won hij de zilveren medaille bij de Olympische Spelen van 1980 (Moskou).

## Erelijst
Lokomotive Leipzig
- Topscorer DDR-Oberliga

1980 (21 treffers)
- Oost-Duitse beker

1976, 1981, 1986, 1987